# Hermann Käppler
Pour les articles homonymes, voir Kappler.
Hermann Käppler (né le 26 octobre 1863 à Großenhain et mort le 16 décembre 1926 à Berlin) est un homme politique allemand (SPD).

## Biographie
Käppler est le fils d'un drapier. Après l'école communale de Großenhain de 1870 à 1878, il termine un apprentissage de meunier en 1882. En 1888, il adhère au Parti social-démocrate d'Allemagne (SPD). Il devient également membre du syndicat, dans lequel il commence progressivement à embaucher plus de fonctionnaires. À partir de 1890, il est employé de l'association des ouvriers du moulin (notamment rédacteur en chef du journal des ouvriers du moulin), qu'il préside de 1894 à 1910. Après la fusion des associations des ouvriers du moulin et de la brasserie pour former l'association des ouvriers de la brasserie et du moulin en 1910, Käppler se voit confier le poste de deuxième président du conseil d'administration de l'association, qu'il occupera jusqu'en 1925.
De 1895 à 1910, Käppler est membre du parlement de Saxe-Altenbourg. En janvier 1912, il est élu au Reichstag pour la circonscription d'Altenbourg-Roda, dont il sera député jusqu'à la chute de la monarchie en novembre 1918. En janvier 1919, Käppler est élu à l'Assemblée nationale de Weimar, dans laquelle il représente la 36e circonscription (Thuringe) jusqu'en juin 1920. Il est ensuite député du Reichstag de la République de Weimar lors de sa première législature en tant que représentant de la 13e circonscription (Thuringe). Il est également conseiller municipal à Köpenick de 1919 à 1920.
En matière de journalisme, Käppler excelle en publiant trois brochures sur les conditions de travail des meuniers en Allemagne à l'époque wilhelminienne et un livre sur l'histoire du mouvement des ouvriers des moulins.
Aujourd'hui, la Hermann-Käppler-Platz à Hermsdorf rappelle la vie et les activités politiques de Käppler.

## Travaux
- Arbeitsverhältnisse der Müller Deutschlands, 1891.
- Geschichte der Mühlenarbeiterbewegung, 1927.